# پورت داگلاس
پورت داگلاس (به انگلیسی: Port Douglas) یک شهرک در استرالیا است که در کوئینزلند واقع شده‌است.